# R-7A (balistická raketa)
R-7A (rusky Р-7А) je výrobní typové označení první operační sovětské mezikontinentální balistické rakety, běžně známé pod přezdívkou Semjorka (Семёрка), která vznikla vylepšením původní verze Semjorky, balistické rakety R-7. Vojenské označení je 8K74. Kódové označení používané ministerstvem obrany USA je SS-6 Mod. 2, v rámci vojenské složky organizace NATO (ASCC) byla nazývána kódovým jménem Sapwood (stejně jako původní typ R-7).
Raketu vyvinulo oddělení č. 25 konstrukční kanceláře OKB-1 (Opytno-konstruktorskoje bjuro, Опытно-конструкторское бюро № 1, ОКБ-1) vedené D. I. Kozlovem, v roce 1960 přejmenované na filialku č. 3 OKB-1 a ještě později (30. července 1970) reorganizované v samostatnou konstrukční kancelář CSKB (Centralnoje specializirovannoje konstruktorskoje bjuro, Центральное специализированное конструкторское бюро, ЦСКБ). Toto oddělení bylo zřízeno v městě Kujbyšev (nyní Samara), aby bylo v úzkém kontaktu s kujbyševským Státním leteckým výrobním závodem č. 1 (Государственный авиационный завод № 1, nyní CSKB-Progress, ЦСКБ-Прогресс), který zajišťoval sériovou výrobu balistických mezikontinentálních raket tohoto i předchozího typu.
Raketové motory pro oba stupně rakety R-7A byly téměř identické, jako u předchozího modelu R-7, pouze měly zlepšené charakteristiky, čímž se dosáhlo jejich vyšší účinnosti. Vyvinula a vyrobila je konstrukční kancelář OKB-456 pod vedením hlavního konstruktéra, akademika V. P. Gluška a řídicí systémy pak vědecko-výzkumný ústav NII-885 (Научно-исследовательский институт № 885, НИИ-885), řízený N. A. Piljuginem. Raketa byla schopná dopravit bojovou hlavici o hmotnosti kolem 3 tun na vzdálenost přes 10 000 km, přičemž rozptyl od bodu zacílení neměl převyšovat 5 km. Ve výzbroji Sovětské armády byla v létech 1960 až 1968.
R-7A byla již schopna zasáhnout celé území USA, ale stále trpěla podobnými nedostatky jako její předchůdkyně R-7: vyžadovala relativně dlouhou přípravu ke startu (miniálně 8 až 12 hodin), rozsáhlé technické zázemí (výrobní závod na zkapalňování kyslíku ze vzduchu), velké montážní haly pro její přípravu a velkou vypouštěcí rampu na úrovni terénu, kterou nebylo možno skrýt před fotografickým průzkumem z vysokolétajících špionážních letadel (např. U-2) a později ani před fotoprůzkumnými družicemi. V bojové pohotovosti na rampě i po dalších vylepšeních nemohla být udržována déle než jeden měsíc.

## Konstrukce
Raketa R-7A je jedenapůlstupňová (dvoustupňová) raketa, s paralelním uspořádáním stupňů. Konstrukce stupňů byla proti verzi R-7 vylehčena. První stupeň (někdy označovaný jako nultý nebo vzletový stupeň) tvoří čtyři boční kuželovité bloky označované jako bloky B, V, G, a D (podle druhého až pátého písmene azbuky), umístěné do kříže kolem druhého stupně, označovaného jako blok A. Ve všech blocích jsou používány čtyřkomorové vysokotlaké kapalinové raketové motory s otevřeným cyklem, s dodávkou komponent pohonných látek do spalovacích komor turbočerpadlovými agregáty. Do sestavy motorů prvního stupně RD-107 (výrobní typové označení 8D74K) patří vždy po dvou pomocných řídicích tryskách, používaných k udržování směrové stability rakety a k řízení směru jejího letu; motor druhého stupně RD-108 (8D75K) má tyto řídicí trysky čtyři. Jako kapalné pohonné látky se používá v obou stupních kerosin T-1 jako palivo a podchlazený kapalný kyslík jako okysličovadlo. Trup druhého stupně se nad bodem horního upevnění bloků prvního stupně mírně rozšiřuje. Paralelní uspořádání Koroljov zvolil z důvodu dosažení co nejmenší délky sestavené rakety, přičemž maximální průměr i délka jednotlivých bloků byla omezena požadavky na možnost přepravy dílů z výrobního závodu na bojová stanoviště železnicí.
Motory prvního i druhého stupně se zažehují pyropatronami ve všech 30 spalovacích komorách současně, a to přibližně 4 sekundy před vlastním vzletem rakety. Raketa je do okamžiku vzletu pomocí čtyřdílné rozklápěcí konstrukce zavěšena nad šachtou pro odklonění spalných plynů.
Řízení R-7A bylo kombinované, využívalo palubního inerciálního měřicího systému, kombinovaného s dálkovým ovládáním radiotechnickými prostředky, které byly oproti R-7 značně zjednodušeny.

## Historie
Konstrukční kancelář OKB-1 S. P. Koroljova v městečku Podlipki předala práce na dalším vývoji mezikontinentální balistické rakety R-7 koncem roku 1957 do svého detašovaného oddělení č. 25 v Kujbyševu, aby se sama mohla intenzivně věnovat vývoji pilotované kosmické lodě v rámci projektů 1K a 3K (Vostok) a družice typu Zenit-2 pro fotografickou rozvědku. Vývoj nové varianty mezikontinentální balistické rakety se zvětšeným doletem, která dostala vojenské označení R-7A, byl Radou ministrů SSSR schválen 2. července 1958.
Řada modifikací byla zkoušena na předprototypech v období od 24. prosince 1958 do 27. listopadu 1959. Při testování skutečných prototypů rakety R-7A, které probíhalo od 24. prosince 1959, se uskutečnilo celkem 8 vzletů, z nichž hned první skončil havárií, 3 byly v podstatě úspěšné a 4 dosáhly plánovaného doletu kolem 9500 km. Podmíněně byl tento typ převzat do vojenské služby již krátce po zahájení letových zkoušek, 31. prosince 1959. V plné službě byly od 12. září 1960.
Strategické raketové síly RVSN Raketnyje voiska strategičeskogo naznačenija měly k dispozici čtyři vypouštěcí rampy v rámci svoji základny Angara a to komplexy 16 a 41 s jednou a komplex 43 se dvěma rampami. První z ramp (43/1) byla uvedena do bojové pohotovosti v lednu 1960.V záloze byla ještě jedna rampa komplexu 16 na Bajkonuru. Plánovala se též výstavba další raketové základny poblíže města Krasnojarsk, ale ta nebyla realizována.
Rakety na základně Angara byly zaměřeny na velká americká města: Washington, New York, Chicago a Los Angeles. V době tzv. kubánské krize (11. září až 21. listopadu 1962) byla dokonce jedna za raket v rámci bojové pohotovosti vyzbrojena ostrou hlavicí s termonukleární náloží; jinak byly hlavice skladovány odděleně, aby nedošlo k jejich případnému zneužití.
V roce 1968 byly rakety typu R-7A staženy z výzbroje RVSN.

## Další vývoj
Na základě rakety R-7A byly postupně vyvinuty další modifikace, které sloužily jako nosné rakety pro potřeby sovětské a později ruské a světové kosmonautiky:
- Vostok (nosná raketa)
- Voschod (nosná raketa)
- Molnija (nosná raketa)
- Poljot (raketa)
- Sojuz (nosná raketa)